# Ball culture
Con i termini ball culture, house system, ballroom community, si identifica un sottoinsieme della cultura LGBT statunitense caratterizzato dalla partecipazione a competizioni dette ball, cioè "balli". Durante queste competizioni alcuni partecipanti sfilano, altri ballano, altri competono in modalità "drag queen" o "drag king", secondo categorie stabilite per emulare altre identità di genere.
Le ball sono un tratto della sottocultura newyorkese che unisce gay afroamericani, ispanici e donne transgender, che sfilavano in "drag" sfidando le leggi che vietavano loro di indossare abiti appartenenti al genere opposto. I movimenti delle competizioni sono ispirati alle pose dei modelli fotografati sul periodico mensile Vogue e ai modelli dell'arte egiziana.

## Origini
La ball culture ha origine a New York, nel quartiere di Harlem, verso la fine degli anni sessanta in un periodo di forti tensioni razziali. Per le persone discriminate vi era la necessità di trovare un luogo dove potersi rifugiare ed esprimere se stesse. Nelle piste da ballo si arrivava alle tre del mattino per evitare la polizia. Il pubblico era composto da persone bianche mentre i partecipanti erano neri, anche se si truccavano il volto di bianco per essere in linea con i canoni di bellezza imposti dalle copertine di Vogue. Successivamente comparvero le Black Ball, istituite come atto di coraggio e di orgoglio tanto omosessuale quanto razziale. 
Nel contesto delle ball negli anni ottanta viene inserita la parola "voguing", una danza unisex, una battaglia non aggressiva tra due case (house) che scelgono di utilizzare la danza al posto della violenza per risolvere le proprie controversie, per raccontare le loro storie e per reagire al dramma dell'AIDS, che in quel periodo colpì gravemente la comunità queer e transgender.

## Stili
Nella ball culture i partecipanti ballano, si esibiscono, sfilano, posano e si sostengono a vicenda in una delle numerose categorie di drag e performance. Le categorie sono progettate per rappresentare e satirizzare vari generi e classi sociali. Nella ball culture contemporanea si distinguono diversi stili.

### Old Way
Identifica tutte le categorie che facevano parte del periodo iniziale del voguing (o vogueing), basato sulla musica funk e disco. È caratterizzato dalla formazione di linee, dalle simmetrie e dalla precisione in un'esecuzione aggraziata e fluida: grazie a un elevato controllo muscolare il ballerino può assumere pose molto diverse in modo armonico ed elegante. Questo stile viene visto come un duello tra due avversari: uno dei due blocca col corpo l'altro a terra o contro il muro in modo tale da impedirgli le pose, mentre il primo esegue i movimenti delle mani.

### New Way
Questo stile è caratterizzato da contorsioni di braccia e gambe (stretch) in cui il ballerino mostra estrema elasticità e assume pose ispirate a contorsionisti e ginnasti. 

### Vogue Femme
Il Vogue Femme si divide in "Soft and Cunt" e "Dramatic". Nel Soft and Cunt il ballerino si muove in maniera più morbida e aggraziata. Il Dramatic (più atletico e aggressivo) richiede maggior forza e resistenza fisica e include diversi tipi di acrobazie. Entrambe le varianti sono caratterizzate da sei elementi:
- Hands: movimenti vorticosi delle mani;
- Catwalk: camminate a tempo di musica caratterizzate da gambe leggermente piegate, movimento del bacino, ginocchia molto vicine e uso delle mani e delle braccia in diversi modi;
- Duckwalk: simile al Catwalk ma con le ginocchia completamente piegate;
- Spin: giravolte o piroette, spesso concluse con un Dip;
- Dip: tuffo o affondo che consiste nel cadere a terra piegando una delle due gambe sotto il corpo mentre l'altra è stesa in aria, le braccia sono poggiate a terra e il busto è inarcato verso il pavimento. Vi è una moltitudine di dip in quanto non è importante solo la posa finale ma il modo in cui si arriva a terra. Alcuni ballerini distinguono Dip e Deathdrop; in quest'ultimo tipo di mossa si cade sfruttando unicamente una delle due gambe per attutire di poco la caduta, mentre l'altra gamba rimane stesa e sollevata;
- Floor Performance: viene eseguita a terra usando soprattutto le gambe.

Le difficoltà acrobatiche del Vogue Femme sono infinite: è uno stile indicato per i danzatori giovani in quanto richiede un'elevata agilità ed elasticità.

## Le case
Le case (house) rappresentano un sostituto della famiglia, in un periodo storico in cui essere nero, ispanico, omosessuale o transessuale significava essere abbandonati a sé stessi. Il rapporto che lega i membri delle house è reale, proprio come se fosse l'unico bene a cui aggrapparsi. 
Le case sono comunità con una gerarchia composta da mother e father (i proprietari delle case) col compito di educare i propri kids (i ballerini che vengono introdotti nelle case e nel mondo delle ball), che sfilano nelle ball. Per far parte di questa famiglia bisogna essere invitati da un parent, cioè da qualcuno che abbia il potere di introdurre. C'è chi considera il talento il criterio più importante per l'ammissione; in ogni caso, occorre dimostrare il proprio interesse per lo stile della house, dei parents e dei kids con cui è importante scambiare opinioni. Alcuni cambiano il proprio cognome prendendo quello della casa stessa per dimostrarne l'appartenenza. 
La maggior parte delle case funziona in modo simile. Esistono case in quindici città degli Stati Uniti d'America, perlopiù concentrate sulla costa nordorientale, e in particolare a New York, Newark, Jersey City, Filadelfia, Baltimora e Washington, D.C., oltre che a Oakland e San Francisco. Le case che vincono il maggior numero di trofei guadagnano visibilità e raggiungono il titolo di "leggenda".  
La prima casa è stata la House of LaBeija (1972), seguita da molte altre: la House of Ninja (fondata da Willi Ninja) che si è formata negli anni ottanta a New York, la House of Aviance (fondata da mother Juan Aviance), la House of Xtravaganza (fondata da Hector Xtravaganza), la House of Princess, la House of Infiniti (fondata da Icon Ross Infiniti), la House of Mizrahi (fondata da Jack e Andre Mizrahi), la House of Dupree fondata da Paris Dupree al quale si ispira il nome del film documentario Paris is Burning, la House of Amazon (fondata da Leoimy Maldonado), la House of Mugler (fondata da David, Raliegh e Julian), la House Balenciaga (fondata da Harold Balenciaga), la House of Ebony (fondata da Larry Ebony), la House of Garcon (fondata da Whitney e Shannon Garcon) e la House of Edwards (fondata da Alyssa Edwards), la House of Escada, la House of Lauvin.

## Competizione
Le case si sfidano le une contro le altre nelle ball, in cui i  concorrenti sono giudicati in base all'abilità di ballo (voguing), ai vestiti, all'apparenza e all'atteggiamento. I partecipanti devono mostrare un'appropriata "realness", ovvero la capacità di impersonificare nel modo più realistico possibile ciò che viene richiesto, secondo quanto prevedono le categorie nelle quali competono. Il rapporto che questa cultura ha con la moda è molto stretto. Si possono usare vestiti griffati, vintage o cuciti a mano la sera prima: l'importante è che rispettino il tema delle ball. Così facendo la sala diventa una passerella di moda in cui vengono esaltate la femminilità, la cura, la perfezione e l'eleganza.
Per accedere alle ball vi è una selezione, con una giuria composta da un minimo di tre persone fino a dieci o più (il numero di giudici è alto soprattutto negli Stati Uniti). Si procede una categoria alla volta, fino al vincitore; la selezione determina l'accesso o meno alla ball. A differenza di altri stili di ballo, come ad esempio l'hip hop, dove si stabilisce a priori il numero di persone ammesse, nelle ball passano tutti quelli che la giuria reputa all'altezza: possono essere diciotto su venti come due. I partecipanti devono ottenere il punteggio di dieci da ogni giudice poter essere ammessi. 
La ball prevede, oltre alla giuria, la presenza di un dj e di un commentator che parla sulla musica e scandisce il ritmo della ball sottolineando quando vota la giuria, quando viene dichiarato un vincitore e quando entra un nuovo concorrente.

### Categorie
Le categorie chiamate a partecipare rientrano in una lista ben definita:
- Butch Queen Up in Drag (BQUID o BQ): uomini in drag;
- Butch (B): lesbiche;
- Men (M): uomini eterosessuali;
- Male Figure (MF): coloro che si presentano nell'aspetto o si identificano come uomini;
- Women (W): donne cisessuali;
- Female Figure (FF): coloro che si presentano nell'aspetto o si identificano come donne;
- Big Boy/Girl : partecipanti di taglia forte di solito dai 113 kg in su; per le donne può essere chiamata anche "Liscious".

Successivamente all'indicazione di genere vengono date delle indicazioni più specifiche:
- Femme Queen Realness (FQ) – Giudica l'abilità dei partecipanti nel confondersi con donne cisessuali;
- Butch Queen Realness – Giudica l'abilità dei partecipanti nel confondersi con gli uomini eterosessuali;
- BQ/FQ/FF Runway – Giudica l'abilità dei partecipanti nello sfilare, solitamente con un determinato outfit o colore;
- Bizarre – Giudica la creatività dei partecipanti nel realizzare un costume basato su una determinata categoria;
- Labels – Giudica la quantità di griffe che i partecipanti stanno indossando e la loro autenticità;
- BQ/FQ/FF Face – Giudica la faccia pulita e liscia del participante;
- BQ/FQ/FF Sex Siren – Sex appeal in biancheria (tanga, slip o bikini);
- Commentator vs. Commentator – consente agli aspiranti Maestri di Cerimonia di mostrare la loro abilità nell'incitare il pubblico;
- Dipology – Come il Vogue Femme ma solo con spin e dip;
- European Runway – Spesso è una categoria per Butch Queen con effetti visti nei fashion show europei;
- American Runway – Simile all'European Runway, con Butch Queen, uomini transessuali o Butches/Studs;
- Butch Queen up in Pumps – Simile a Labels o a Runway, ma su tacchi alti;
- FQ/BQ in Drag Female Figure Performance – Playback di una star;
- Hands Performance – Voguing fatto solo con l'elemento hand;
- Virgin/Beginners Vogue – Categoria per partecipanti che fanno voguing da meno di un anno;
- Virgin/Beginners Runway – Categoria per partecipanti che fanno sfilate da meno di un anno;
- Best Dressed - Miglior vestito;
- Legendary/Iconic Categories – Categorie solo per chi ha il titolo di Leggenda o Icona;
- Women's Vogue – Donne che fanno voguing ;
- Face: competizione basata sul "vendere il proprio viso" esaltandone le qualità attraverso gesti, espressioni e trucco. I giudici esaminano gli occhi, il naso, i denti, le labbra e la struttura del viso;
- Body: competizione basata sull'aspetto attraente e in salute;
- Sex Siren: i partecipanti fanno del loro meglio per intrigare e stuzzicare i giudici. Alcuni fanno uno strip togliendosi i vestiti, altri eseguono delle danze erotiche e altri fanno entrambe le cose;
- Verbal Vogue: è una gara di insulti tra i membri delle house;
- Realness: categoria in cui si mostra la capacità di essere quello che viene richiesto. Un esempio è schoolboy realness, in cui i partecipanti devono camminare, muoversi e completamente calarsi nei panni di un ragazzo che va a scuola.[6]

Nella cerimonia d'apertura (Grand March) vengono presentati tutti i membri della casa che organizza l'evento e infine la mother e il father della casa stessa. Un altro elemento chiave è il chant, ovvero un coro che si forma durante la ball in funzione dell'ingresso dei ballerini. Ogni house ha il proprio chant, per riconoscimento e partecipazione. 

## Linguaggio
Il mondo delle ballroom ha un gergo che si è mantenuto intatto negli anni ed è penetrato nella società queer in generale. Alcuni esempi: 
- "You better werk bitch!" 'Farai meglio a impegnarti!';
- "Get up, look sickening and make them eat it!" 'Sali là sopra, sii bellissimo/a e falli morire';
- "Now sissy that walk!" 'Cammina al meglio!', col significato di 'abbi coraggio';
- "Yes queen" 'Vai regina', in riferimento alla drag queen;
- "I'm just flying as high as your receding hairline, okcurr?" 'Volo più alta della tua fronte, fattene una ragione, ok?'.

I termini della cultura sono talvolta usati in generale: "drag mother" può essere applicato a qualsiasi drag queen nel ruolo di mentore e "drag house" può riferirsi a un gruppo di drag performer alleato personalmente o professionalmente. Termini come "fierce" e "fierceness", "work it" e "working it", "fabulous" e "fabulousness", si possono sentire in film come Paris Is Burning o in canzoni come Supermodel (You Better Work), una hit del 1992 della drag queen RuPaul. Questi termini sono diventati ampiamente diffusi nello slang gay, nel gergo dell'industria della moda e nel linguaggio colloquiale tradizionale.
- Reading: "leggere" una persona significa evidenziare ed esagerare tutti i difetti di una persona, dai vestiti ridicoli, al suo trucco imperfetto e qualsiasi altra cosa il "lettore" possa inventare. È una battaglia di spirito, in cui il vincitore è colui che fa ridere di più il pubblico;[10]
- Shade: lo shade è una forma d'arte evoluta dal reading. Invece che insultare qualcuno direttamente lo si fa attraverso complimenti ambigui. Un esempio è quello di dire che qualcuno ha un vestito tanto bello da far quasi dimenticare che gli si vede la barba del giorno prima;
- Yas: uno yes più enfatico; più è prolungata la "a" più si esprime il consenso/piacere;
- Voguing: ballo inventato a Harlem;[11]
- Walking: sfilare per avere l'ammirazione dei contendenti ai ball;
- Mopping: taccheggiare vestiti per indossarli ai ball;
- Working, work: è un'esclamazione usata per trasmettere ammirazione, gioia, ammirazione per una certa azione;
- Fierce: feroce, usato come complimento;
- Butch queen: regina mascolina;
- Mother: il membro della casa che ottiene maggior riconoscimento e che spesso ottiene il ruolo di mentore per gli altri membri;
- Houses: famiglie alternative;
- Shantay you stay: annuncio per il vincitore di una sfida di playback.

## Musica
Le ballroom sono state terreno fertile per nuove forme di musica house e di altri generi di musica elettronica. Questa cultura ha ispirato Madonna per la canzone Vogue, che ha fatto conoscere la ballroom culture in tutto il mondo e rendendola per sempre popolare negli anni a venire, fino ad oggi. Inoltre, la ballroom culture ha influenzato artisti di musica hip hop queer come Zebra Katz, House of Ladosha e Le1f.

## Voguing negli anni 2000
Le scuole di ballo oggi insegnano il voguing, emulando pop star come Rihanna, Beyoncé, Ariana Grande che hanno inserito il voguing nelle loro performance. 
La ball culture oggi è una community globale e intergenerazionale: Parigi si è autodefinita capitale europea del voguing; a Mosca il voguing è diventato il simbolo della protesta contro le leggi omofobe del governo. A Londra nel 2016, un gruppo di ballerini ha danzato in ricordo delle vittime dell'attacco al Pulse di Orlando. 
I balli spesso sono sponsorizzati da organizzazioni delle comunità queer, ma i partecipanti devono comunque raccogliere fondi per i costumi o le spese per i viaggi.

## Uso nei media e impatto
La ball culture è stata resa famosa anche da Madonna grazie al videoclip Vogue il 27 marzo del 1990.
La maggior parte delle case di New York è apparsa nel film-documentario Paris Is Burning del 1991 (regista Jennie Livingston). Questo è stato il primo documentario a occuparsi e a dare rilevanza alla comunità LGBT, raccontando storie delle persone omosessuali, drag queen, sottoposte a discriminazione ed esclusione sociale.  
Il reality show RuPaul's Drag Race, uscito il 2 febbraio 2009, fa gareggiare drag queen in sfide che riproducono e ricordano da vicino le ball e gli stili del voguing. Lo show ripropone anche il tipico linguaggio delle case, mettendo in palio 100 000 dollari e i titoli di American's Next Drag Superstar, mentre l'iconica RuPaul riveste contemporaneamente il ruolo di mother premurosa, commentator sarcastica e giudice implacabile delle concorrenti. Trasmesso sulla piattaforma Netflix. 
Strike a pose, documentario musicale del 2015 (regia di Ester Gould e Reijer Zwaan),  racconta la storia di sei ballerini che nel 1990 furono scelti tra migliaia per danzare insieme a Madonna. Il documentario segue le loro vite venticinque anni dopo quel tour che fu un vero successo mondiale. I protagonisti si ritrovano a parlare di sé lontano da quel mondo ma soprattutto da Madonna.
Paris is Voguing,film del 2016 (regista Gabrielle Culand), descrive un viaggio con i "vogueurs" gay parigini che competono nelle sale da ballo della capitale. Disponibile su France 4.
Nel 2016 il film Kiki fornisce un ritratto aggiornato della scena gay legata alla cultura delle ballroom. 
Nel 2017, come parte di una serie di documentari sull'identità culturale della Nuova Zelanda, la Vice Media ha prodotto un episodio riguardante la cultura delle ballroom intitolato "FAFSWAG: Auckland's Underground Vogue Scene".
Nel 2018, Viceland ha messo in onda una serie-documentario, My House, che segue l'esperienza di sei persone nella New York delle ballroom.
Pose (serie tv), trasmessa dalla primavera del 2018 (regista Ryan Murphy), è ambientata nella New York del 1987 e narra il mondo delle ball e le storie di diverse house che vi partecipano nel pieno della diffusione dell'AIDS. Pose è la serie TV con il cast più numeroso e con il maggior numero di attrici trans in una produzione televisiva americana.
Nel maggio 2020 l'emittente statunitense HBO Max ha rilasciato Legendary, un reality show nel quale otto house si sfidano nella ballroom del programma TV a suon di passi di voguing per eleggere quale sia la migliore.
Nel 2022 Beyoncé con la pubblicazione del settimo album in studio Renaissance e relativa tournée Renaissance World Tour ha omaggiato i pionieri afroamericani e queer della disco music e ball culture.